# ONE Friday Fights 17
ONE Friday Fights 17: Pompetch vs. Duangsompong (también conocido como ONE Lumpinee 17) fue un evento de deportes de combate producido por ONE Championship llevado a cabo el 19 de mayo de 2023, en el Lumpinee Boxing Stadium en Bangkok, Tailandia.

## Historia
El evento fue encabezado por una pelea de muay thai de peso pactado entre Pompetch P.K.Saenchai y Duangsompong Jitmuangnon.

## Bonificaciones
Los siguientes peleadores recibieron bonos de ฿350.000.
- Actuación de la Noche: Pompetch P.K.Saenchai, Avatar P.K.Saenchai, Rak Erawan, Rachan Sor.Somnuk, Maisangkum Sor.Yingcharoenkarnchang, Yodlekpet Or. Atchariya, Jelte Blommaert, Ivan Parshikov y Enkh-Orgil Baatarkhuu